# پرواز در حباب
پرواز در حباب یک مجموعه تلویزیونی محصول سال ۱۳۸۵ به کارگردانی سیروس مقدم، نویسندگی علیرضا کاظمی پور و مهنوش خرسند و تهیه‌کنندگی مجید مولایی می‌باشد که از شبکه سه پخش شد. این مجموعه در ۱۵ قسمت ۴۵ دقیقه‌ای تهیه شد.
منوچهر، قاچاقچی سابقه دار و معروفی است که ناگهان پی می‌برد به وسیله‌ای «لو» رفته‌است. او که در موقعیت سختی گرفتار شده، تلاش می‌کند با پسر ۱۲ ساله اش که کورش نام دارد، بگریزد اما پیش از هر اقدامی از سوی پلیس به قتل می‌رسد. با وجود این موفق می‌شود کورش، پسرش را از مهلکه فراری دهد. کورش به همکار پدرش به نام کامران پناه می‌برد اما کامران تصمیم می‌گیرد اجناس را از او بگیرد و این پسر رقیب قدیمی را از بین ببرد. کامران انجام این کار را به بهروز، راننده اش می‌سپارد. بهروز، کورش را به بیابان‌های اطراف شهر می‌برد اما نمی‌تواند او را بکشد بنابراین او را از کشور فراری می‌دهد و…

## بازیگران
- علی نصیریان
- حامد کمیلی
- مرجان محتشم
- افشین سنگ‌چاپ
- فلور نظری در نقش نسرین
- آرام جعفری
- شیوا خنیاگر
- امید زندگانی
- بابک انصاری
- چکامه چمن‌ماه
- عبدالرضا اکبری
- کاظم افرندنیا
- آزیتا لاچینی
- رسول سلیمیان
- سیامک اشعریون
- الهام غفوری
- اکبر وارث
- آرین درودی